# Samhall
Samhall Aktiebolag är ett svenskt statsägt aktiebolag med uppdraget att skapa meningsfulla och utvecklande arbeten för personer med funktionsnedsättning som medför nedsatt arbetsförmåga. 
Företaget grundades 1980 och är idag ett av svenska statens största företag, sett till antal anställda i Sverige. Ett av Samhalls mål är att 1 500 av medarbetarna varje år ska gå vidare till en anställning hos en annan arbetsgivare, något som 1 507 medarbetare gjorde 2019. Under företagets första decennier dominerades verksamheten helt av egen industriproduktion. Idag arbetar de flesta av medarbetarna inom service eller bemanning i andra företag, vilket man anser underlätta övergångarna till andra arbetsgivare.

## Historik
På 1960-talet växte olika former av skyddat arbete fram, i form av verkstäder, kontorsarbeten, hemarbeten, osv. Dessa drevs av olika aktörer som kommuner och länsarbetsnämnder. Under 1970-talet uppmärksammade man brister i systemen. De var dåligt samordnade, möjligheten att få ett skyddat arbete varierade stort mellan olika delar av landet och det var svårt att få verksamheterna affärsmässiga.
Stiftelsen Samhällsföretagen bildades 1980 för att samla ihop de olika antal regionala verksamheterna. Stiftelsen omvandlades 1992 till en koncern, med moderbolaget Samhall AB och flera regionala dotterbolag. År 2002 omvandlades koncernen till ett enda bolag, Samhall AB.
Samhall har utsatts för hårda besparingar sedan slutet av 1990-talet. År 2002 tillsatte regeringen en enmansutredning, ledd av Jan Rydh, för att utreda Samhalls roll och framtida utveckling i samhället. Utredningen blev färdig 2003, och fick titeln Inte bara Samhall.
De senaste åren har Samhall ändrat fokus från produktion av varor (som industriprodukter) till produktion av tjänster (som bemanning och städning). Samhall är dock verksam inom olika branscher och med många olika uppdrag – montering och förpackning, lager och logistik, markvård, äldreservice, städning med flera.
Den 14 februari 2007 lanserades ett förnyat varumärke med bland annat en ny grafisk profil, som bland annat innebar en ny logotyp. Samtidigt sågs varumärkesstrategin över.
I november 2008 delades för första gången Samhalls hållbarhetspris ”Visa vägen-priset” ut till en eldsjäl samt en arbetsgivare som har öppnat arbetsplatser för personer med funktionsnedsättning, arbetat för attitydförändringar, motverkat fördomar eller på annat sätt raserat hindren för personer med funktionsnedsättning att ta sig in på arbetsmarknaden.

## Samhall idag
Bolaget Samhall AB redovisar sin verksamhet till Näringsdepartementet. Arbetsförmedlingen avgör vilka som ska få anställning inom Samhall. Vd för Samhall AB är sen 1 januari 2021 Sara Revell Ford, som efterträdde Monica Lingegård som var vd mellan 2011 och 2020.
Samhall har omkring 23 000 anställda med funktionsnedsättning eller språkbrister, 1 400 tjänstemän och 1 500 medarbetare i arbetsmarknadstjänster. Samhall har verksamhet på omkring 600 orter över hela landet.
Samhall levererar varor och tjänster till kunder inom en rad olika områden: tillverkning, montering och förpackning, lager och logistik, mark- och fastighetsservice, städning samt äldreservice. De allra flesta av Samhalls medarbetare utför uppdrag hos kunder i form av service eller bemannade lösningar.
Samhalls syfte har ändrats över tiden, men har alltid kretsat kring att ge arbete åt människor med funktionsnedsättning. Uppdraget formuleras: "Samhall AB ska genom produktion av efterfrågade varor och tjänster erbjuda meningsfullt och utvecklande arbete med god arbetsmiljö åt kvinnor och män med funktionsnedsättning som medför nedsatt arbetsförmåga. Arbetsförmågan ska vara så nedsatt att de inte kan få annat arbete och inte tillgodoses genom andra insatser".
Med meningsfullt menas att det utförda arbetet skall vara en efterfrågad tjänst som säljs till en kund, alltså ej endast terapiarbeten. Samhall AB har som mål att minst 1 500 av de anställda med funktionsnedsättning skall bli övergångar, det vill säga erhålla ett arbete på den så kallade öppna arbetsmarknaden, då oftast med hjälp av lönebidrag tillhandahållet av Arbetsförmedlingen.
Ett annat mål är att minst 40 procent av nyrekryteringarna ska komma ur de grupper som Arbetsförmedlingen prioriterar högst, det vill säga personer med psykisk funktionsnedsättning, personer med utvecklingsstörning eller neurologisk funktionsnedsättning och personer med mer än en funktionsnedsättning. 

### Terminologi
- Anvisad personal – personal som anvisats till Samhall av Arbetsförmedlingen, och som Samhall får täckningsbidrag (en form av lönebidrag) för.
- Direktanställd personal – personal som anställts direkt av Samhall AB, på den öppna arbetsmarknadens villkor.

## Kritik
I en forskningsrapport år 2005 analyserade docent Mikael Holmqvist vid Stockholms universitet hur arbetslösa personer som rekryteras till Samhall lär sig att bli arbetshandikappade som ett resultat av organisatorisk socialisering. En viktig anledning till att relativt få personer lämnade Samhall var att de lär sig att bli arbetshandikappade, och med tiden sett allt färre chanser utanför Samhall. Studien fick stor uppmärksamhet i forskarsamhället och har recenserats i bland annat Scandinavian Journal of Management och Socialvetenskaplig tidskrift. Den har även legat till grund för en rad artiklar i dagstidningar och fackpress. En sammanfattning av delar av rapporten publicerades av Holmqvist på DN Debatt den 10 augusti 2006.
På senare år har Samhalls kritiker istället menat att företaget fokuserar för mycket på resultat och övergångar, vilket skulle få till effekt att Samhall inte längre vill ta emot personer med mer omfattande funktionsnedsättningar. I september 2007 startades namninsamlingen ”Samhalluppropet” i protest mot Samhalls omläggning från egna industrier och verkstäder till service och bemanning.
Den 1 mars 2021 inledde Dagens Arbete en granskning av Samhall. De har publicerat över 30 artiklar inom temat Sjuka Samhall. Samhall kommenterade medierapportering om att de alltid sätter medarbetarnas välmående i första rummet och att det handlar om lokala avvikelser.
I en debattartikel i Expressen den 14 april 2021 skrev två företrädare för Liberalerna att partiet hösten 2018 beställde en utredning från Riksdagens utredningstjänst, vilken visade att mer än hälften av Samhalls anställda är födda utanför Sverige. Det rör sig oftast om nyanlända och kvinnor som haft svårt att få ett "vanligt" jobb på grund av språksvårigheter samt låg – eller ingen utbildning. Debattörerna menar att "under de senaste åren har Samhall gjort en resa som inneburit att målgruppen förändrats från personer med funktionsnedsättning till att även inkludera personer som är nyanlända och som inte behärskar det svenska språket. Regeringens politik har bidragit till att två utsatta grupper ställts mot varandra. Personer med funktionsnedsättning som trängts bort från arbetsmarknaden, medan personer som är nyanlända låsts in i kraftigt subventionerade jobb".
Den 28 april 2021 publicerade Uppdrag granskning ett reportage om Samhall, som menar att de sållar bort de svagaste och prioriterar affärer före sitt sociala uppdrag. Samhall ansåg att Uppdrag granskning utelämnade viktiga fakta och målade upp en missvisande bild.

## Visa Vägen-Priset
Samhall delar varje år ut ”Visa vägen-priset” till de som gjort mest för att öppna arbetsmarknaden för personer med funktionsnedsättning. Två fasta kategorier finns, Eldsjäl och Arbetsgivare.